# 洛茨維爾
洛茨維爾是瑞士的城鎮，位於該國中西部，由伯恩州負責管轄，面積6.20平方公里，海拔高度504米，2017年12月31日人口为2,555人，六成半人口信奉基督教。